# بولس سباط
بولس سباط (1304 - 1365 هـ / 1887 - 1946 م) هو كاهن سرياني حلبي.
تعلم في دير الشرفة بلبنان. ذكر الزركلي أنه «أولع بجمع المخطوطات السريانية العربية النصرانية».

## آثاره
من آثاره:
- «المشرع» مجموعة محاضرات له.
- «فهرس مخطوطات عربية» ثلاثة أجزاء.
- «المنتخب بما في خزائن الكتب بحلب».

كما أعتنى سباط بنشر كتاب «الدستور البيمارستاني» لابن أبي البيان.